# US Tour 1978 (The Rolling Stones)
US Tour 1978 bylo koncertní turné britské rockové skupiny The Rolling Stones po USA, které sloužilo jako propagace studiového alba Some Girls. Turné bylo zahájeno koncertem v Lakelandu na Floridě a bylo zakončeno v Oaklandu v Kalifornii.

## Nahrávky
Z koncertu ve Fort Worthu v Texasu byl natočen zvukový i filmový materiál který vyšel pod názvem Some Girls: Live in Texas '78.

## Setlist
Toto je nejčastější hraný seznam skladeb.
Autory všech skladeb jsou Jagger/Richards pokud není uvedeno jinak.
1. Let It Rock (Berry)
2. All Down the Line
3. Honky Tonk Women
4. Star Star
5. When the Whip Comes Down
6. Lies
7. Miss You
8. Beast of Burden
9. Just My Imagination (Running Away With Me) (Whitfield/Strong)
10. Respectable
11. Shattered
12. Far Away Eyes
13. Love in Vain (Johnson)
14. Tumbling Dice
15. Happy
16. Sweet Little Sixteen (Berry)
17. Brown Sugar
18. Jumpin' Jack Flash

## Sestava
The Rolling Stones
- Mick Jagger – (zpěv, kytara, harmonika)
- Keith Richards – (kytara, zpěv)
- Ronnie Wood – (kytara)
- Bill Wyman – (baskytara)
- Charlie Watts – (bicí)

Doprovodní členové
- Ian Stewart – (piáno)
- Ian McLagan – (klávesy, doprovodné vokály)

## Turné v datech
| Datum             | Město                        | Stát          | Místo                                    |
| ----------------- | ---------------------------- | ------------- | ---------------------------------------- |
| 10. června 1978   | Lakeland, Florida            | Spojené státy | Lakeland Civic Center                    |
| 12. června 1978   | Atlanta                      | Spojené státy | Fox Theatre                              |
| 14. června 1978   | Passaic, New Jersey          | Spojené státy | Capitol Theatre                          |
| 15. června 1978   | Washington, D.C.             | Spojené státy | Warner Theatre                           |
| 17. června 1978   | Philadelphia                 | Spojené státy | JFK Stadium                              |
| 19. června 1978   | New York City                | Spojené státy | The Palladium                            |
| 21. června 1978   | Hampton, Virginia            | Spojené státy | Hampton Roads Coliseum                   |
| 22. června 1978   | Myrtle Beach, South Carolina | Spojené státy | Myrtle Beach Convention Center           |
| 26. června 1978   | Greensboro, North Carolina   | Spojené státy | Greensboro Coliseum                      |
| 28. června 1978   | Memphis, Tennessee           | Spojené státy | Mid-South Coliseum                       |
| 29. června 1978   | Lexington, Kentucky          | Spojené státy | Rupp Arena                               |
| 1. července 1978  | Cleveland, Ohio              | Spojené státy | Cleveland Stadium (World Series of Rock) |
| 4. července 1978  | Orchard Park, New York       | Spojené státy | Rich Stadium                             |
| 6. července 1978  | Detroit, Michigan            | Spojené státy | Masonic Hall                             |
| 8. července 1978  | Chicago                      | Spojené státy | Soldier Field                            |
| 10. července 1978 | Saint Paul, Minnesota        | Spojené státy | Saint Paul Civic Center                  |
| 11. července 1978 | St. Louis, Missouri          | Spojené státy | Kiel Opera House                         |
| 13. července 1978 | New Orleans, Louisiana       | Spojené státy | Louisiana Superdome                      |
| 16. července 1978 | Boulder, Colorado            | Spojené státy | Folsom Field                             |
| 18. července 1978 | Fort Worth, Texas            | Spojené státy | Will Rogers Memorial Center              |
| 19. července 1978 | Houston, Texas               | Spojené státy | Sam Houston Coliseum                     |
| 21. července 1978 | Tucson, Arizona              | Spojené státy | Community Center                         |
| 23. července 1978 | Anaheim, California          | Spojené státy | Anaheim Stadium                          |
| 24. července 1978 | Anaheim, California          | Spojené státy | Anaheim Stadium                          |
| 26. července 1978 | Oakland, California          | Spojené státy | Oakland Coliseum                         |